# Robert Traylor
Robert DeShaun „Tractor“ Traylor (* 17. Februar 1977 in Detroit, Michigan; † 11. Mai 2011 in Carolina, Puerto Rico) war ein US-amerikanischer Basketballspieler.

## Karriere
Bereits 1995 machte Traylor auf sich aufmerksam, als er neben künftigen NBA-Superstars wie Vince Carter, Kevin Garnett, Paul Pierce, Chauncey Billups, Antawn Jamison und Stephon Marbury im McDonald’s All-American-Team der 22 talentiertesten High-School-Basketballer der USA stand.
Nachdem Traylor drei Jahre für das College-Team der Michigan Wolverines in der NCAA gespielt hatte, meldete er sich 1998 zum Draft der Profiliga NBA an. Beim NBA-Draft 1998 wurde der „Tractor“, wie er aufgrund seiner Masse und seiner bulligen Spielweise genannt wurde, von den Dallas Mavericks an sechster Stelle ausgewählt. Noch am gleichen Tag schickten die Mavericks Traylor zu den Milwaukee Bucks im Austausch für den damals an neunter Stelle gedrafteten deutschen Nachwuchsspieler Dirk Nowitzki und Pat Garrity.
Im Gegensatz zu Nowitzkis Karriere verlief die Karriere Traylors unauffällig. Er kam überwiegend von der Bank und konnte die in ihn gesetzten Erwartungen nie erfüllen. Nachdem er für seinen wegen Drogenhandels verurteilten Cousin Vermögensgegenstände unterschlug, wurde er wegen Verstößen gegen Steuergesetze zu einer dreijährigen Bewährungsstrafe verurteilt. Im Sommer 2005 musste sich Traylor einem operativen Eingriff an der Aorta unterziehen. Er unterzeichnete danach einen Vertrag mit den New Jersey Nets. Dieser Vertrag wurde jedoch aufgrund des körperlichen Zustands Traylors aufgelöst. Traylor kämpfte seit Jahren mit Adipositas und seine Fitness galt nach einer medizinischen Untersuchung als fragwürdig. Mit dem Auflösen des Vertrages endete auch Traylors NBA-Karriere.
Anfang 2007 gab er ein Comeback bei den Basquets aus Vigo in der drittklassigen spanischen LEB Plata, konnte aber in den wenigen Spielen bis zum Saisonende den Abstieg des 2010 aufgelösten Klubs nicht verhindern. Nach einer Spielzeit in Puerto Rico kehrte er noch einmal nach Europa zurück und spielte in der höchsten türkischen Liga TBL. Im November 2009 unterschrieb er einen Vertrag bei den Sebastiani Baskets aus Neapel in italienischen Lega Basket Serie A, absolvierte jedoch kein Spiel für diesen Verein. 2010 kehrte er in die BSN in Puerto Rico zurück und spielte für die Vaqueros de Bayamón, bevor eine Spielzeit in der mexikanischen LNBP absolvierte.

## Tod
Anfang Mai 2011 verstarb Robert Traylor in Puerto Rico, wo er bis zuletzt noch als Basketballer beschäftigt war, vermutlich an einem Herzstillstand. Er telefonierte via Internet mit seiner Ehefrau in den USA, als die Leitung plötzlich abbrach. Am 11. Mai 2011 informierte seine Ehefrau die Teamleitung seines Klubs. Traylor wurde am selben Tag von einem Handwerker, der sich selbst Zutritt in Traylors Anwesen verschaffte, tot aufgefunden.